# Nieumyślne spowodowanie śmierci
Nieumyślne spowodowanie śmierci – występek nieumyślny, którego skutkiem jest śmierć człowieka. Czyn następuje poprzez niezachowanie odpowiedniej ostrożności albo w innych przypadkach określonych w prawie karnym (np. nieoznaczenie choćby taśmą dołu w chodniku sądząc, że nikt nie wpadnie i nic złego się nie stanie). Wszystkie kwalifikowane typy różnych przestępstw; skutkujących śmiercią człowieka definiuje się jako nieumyślne spowodowanie śmierci jako następstwo (np. pobicia). Nie jest ono jednak uprzywilejowanym typem zabójstwa. 
Poniższe wyliczenie obejmuje przestępstwa, które posiadają typ kwalifikowany cechujący się śmiercią ofiary. Jeżeli nie podano inaczej, zawsze typem kwalifikowanym jest spowodowanie śmierci człowieka; a podany jest wymiar kary pozbawienia wolności.

## Przestępstwa przeciwko Rzeczypospolitej Polskiej
W tym rozdziale są umiejscowione czyny, które mogą skutkować śmiercią, ale nie będzie się to wiązało z podwyższeniem granicy ustawowego zagrożenia.

## Przestępstwa przeciwko obronności
Art. 140
Kto, w celu osłabienia mocy obronnej RP dopuszcza się napadu na jednostkę Sił Zbrojnych RP, niszczy lub uszkadza obiekt o znaczeniu obronnym, podlega karze:
a) typ zwykły: od roku do lat 10
b) typ kwalifikowany: od lat 2 do 15.

## Przestępstwa przeciwko życiu i zdrowiu
Uwaga! Nie ma tu kwalifikowanych i uprzywilejowanych typów zabójstwa!
Art. 156 
Kto powoduje ciężki uszczerbek na zdrowiu, podlega karze:
a) typ podstawowy: na czas nie krótszy od lat 3
b) typ kwalifikowany: na czas nie krótszy od lat 5 albo dożywotniego pozbawienia wolności
Art. 158 i 159
Kto bierze udział w bójce lub pobiciu, podlega karze:
a) typ zwykły: do lat 3
b) typ kwalifikowany polegający na spowodowaniu ciężkiego uszczerbku na zdrowiu albo jeżeli sprawca posługiwał się bronią palną lub innym niebezpiecznym narzędziem: od 6 miesięcy do lat 8
c) typ kwalifikowany: od roku do lat 10.

## Przestępstwa przeciwko bezpieczeństwu powszechnemu
Art. 163 i 165
Kto bierze udział w przestępstwie sprowadzenia niebezpieczeństwa powszechnego, podlega karze:
a) typ zwykły: od roku do lat 10
b) typ kwalifikowany: od lat 2 do 15
c) typ zwykły nieumyślny: od 3 miesięcy do lat 5
d) typ kwalifikowany nieumyślny: od 6 miesięcy do lat 8
Kto bierze udział w przestępstwie sprowadzenia innego niebezpieczeństwa podlega karze:
a) typ zwykły: od 6 miesięcy do lat 8
b) typ kwalifikowany: od lat 2 do 12
c) typ zwykły nieumyślny: do lat 3
d) typ kwalifikowany nieumyślny: od 6 miesięcy do lat 8
Art. 166
Jeżeli następstwem sprowadzenia niebezpieczeństwa dla zdrowia lub życia wielu osób jest śmierć człowieka lub ciężki uszczerbek na zdrowiu wielu osób, sprawca podlega karze pozbawienia wolności od lat 5 do 25.

## Przestępstwa przeciwko bezpieczeństwu w komunikacji
Art. 173 i 174
Kto sprowadza katastrofę w ruchu lądowym, wodnym lub powietrznym, podlega karze:
a) typ zwykły: od roku do lat 10
b) typ kwalifikowany: od lat 2 do 15
c) typ zwykły nieumyślny: od 3 miesięcy do lat 5
d) typ kwalifikowany nieumyślny: od 6 miesięcy do lat 8
Kto sprowadza niebezpieczeństwo takiej katastrofy, podlega karze pozbawienia wolności od 6 miesięcy do lat 8; a jeżeli działał nieumyślnie - do lat 3.